# Nattapat Sakullerphasuk
Nattapat Sakullerphasuk (ณัฐภัทร สกุลเลิศผาสุข, spesso traslitterato come Natpathara Sakullerdpasuk), noto anche con lo pseudonimo di Film (ฟิล์ม) (19 gennaio 1998), è un attore televisivo thailandese.

## Filmografia

### Cinema
- Enough, regia di Thanamin Wongsakulpach (2017)[1]

### Televisione
- War of High School - Songkhram hai sakhun - serie TV, 12 episodi (2016)
- Water Boyy: The Series - serie TV, 5 episodi (2017)
- Make It Right: The Series - Rak ok doen - serie TV, 12 episodi (2017)
- Sayam 13 chuamong - webserie, episodio 3 (2017)
- Beauty Boy - Phuchai kai suai - serie TV, in produzione (2018)[2]